# Нудлинг

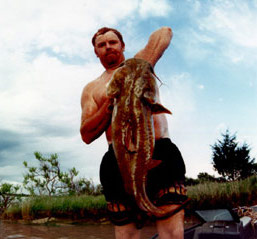
Нудлинг

Нудлинг (англ. Noodling) появился на юге США и является методом ловли сома голыми руками. Нудлинг в настоящее время разрешён в одиннадцати штатах США.

Термин «Нудлинг» хотя и используется при ловле сома, может применяться ко всем ручным методам рыбалки независимо от способа ловли или видов рыб. Нудлинг как термин также применяется к различным нетрадиционным методам рыбалки, например, тех, которые не используют приманку, удочку, рыболовную катушку и т. д.

## Метод
Несмотря на то, что способ ловли рыбы только с использованием рук в воде достаточно прост, процесс нудлинга гораздо сложнее, чем кажется. Выбор сома в качестве основного объекта ловли не является произвольным и связан с обстоятельствами их обитания: сомы живут в ямах, в реках и озёрах, и поэтому именно этот вид очень легко захватить из-за статического характера его обитания. Нудлер руками исследует все подводные глубины, пытаясь обнаружить жилище сома. Если все идёт по плану, то сом хватает руку нудлера, после чего нудлер ловит сома уже обеими руками. Большинство нудлеров рыбачат с помощником, который помогает вытащить сома на берег или в лодку.

## Нудлинг как спорт
Нудлинг как спорт практикуется в основном в юго-восточной части США. В последнее время им начали заниматься и женщины.

## Опасности
Нудлинг может привести к порезам и мелким ранам рук нудлера. Эту опасность можно уменьшить применением перчаток и другой защитной одежды, но даже с использованием защитных перчаток риск получения инфекции и потери пальцев очень велик.
Большую опасность для нудлеров представляют и другие формы водной жизни в сомовых норах. Гораздо опаснее сома являются аллигаторы, змеи, бобры, и каймановые черепахи, которые поселяются в брошенных сомом норах.

## В культуре
В 10-й серии 4-го сезона телесериала «Побег» Грэтхен поясняет Ти Бэгу значение термина «нудлинг», а также упоминает о связанных с этим опасностях.
В 17-й серии 1-го сезона ситкома «Город Хищниц» главные герои рыбачат подобным способом.
В фильме «Глубоководный горизонт» главный герой Марка Уолберга рассказывает герою Джона Малковича о нудлинге и о том, что они готовятся к опасности, а не полагаются на случай.
В 4 серии 8 сезона телесериала "Бесстыдники" дядя Кева ловил сомов с помощью нудлинга.
В 8 серии 1 сезона телесериала "Уэйн" мать Уэйна рассказывает, что рыба была поймана с помощью данного способа ловли сома.
В фильме "Травка" 2009 г. Героиня Кери Рассел ловит сома тем же способом.